# Songo-La Maya
Pour les articles homonymes, voir Songo et Maya.
Songo-La Maya est une municipalité de Cuba dans la province de Santiago de Cuba. Son chef-lieu est la ville de La Maya.

## Géographie

### Situation
La municipalité est dans le sud de l'île de Cuba, dans l'est de la province de Santiago de Cuba, au nord de la sierra Maestra et au sud-est de la sierra de Nipe (es) (cette dernière faisant partie de la chaîne montagneuse Nipe-Sagua-Baracoa (en)).
La ville est à 859 km sud-est de La Havane et 25 km nord-est de sa capitale de province Santiago de Cuba (distances par route). Elle est desservie par la Carretera Central, avec Guantánamo à 57 km à l'est. 
La municipalité inclut au sud une petite partie de la réserve de biosphère Baconao (principalement située sur la municipalité de Santiago de Cuba),.

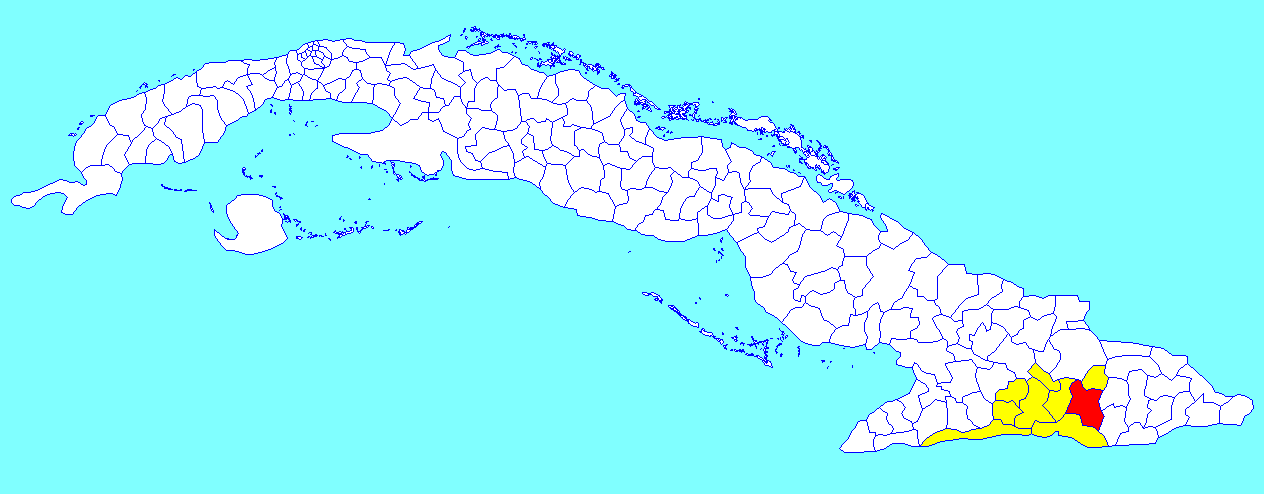
Municipalité de Songo-La Maya dans la province de Santiago de Cuba

### Municipalités voisines

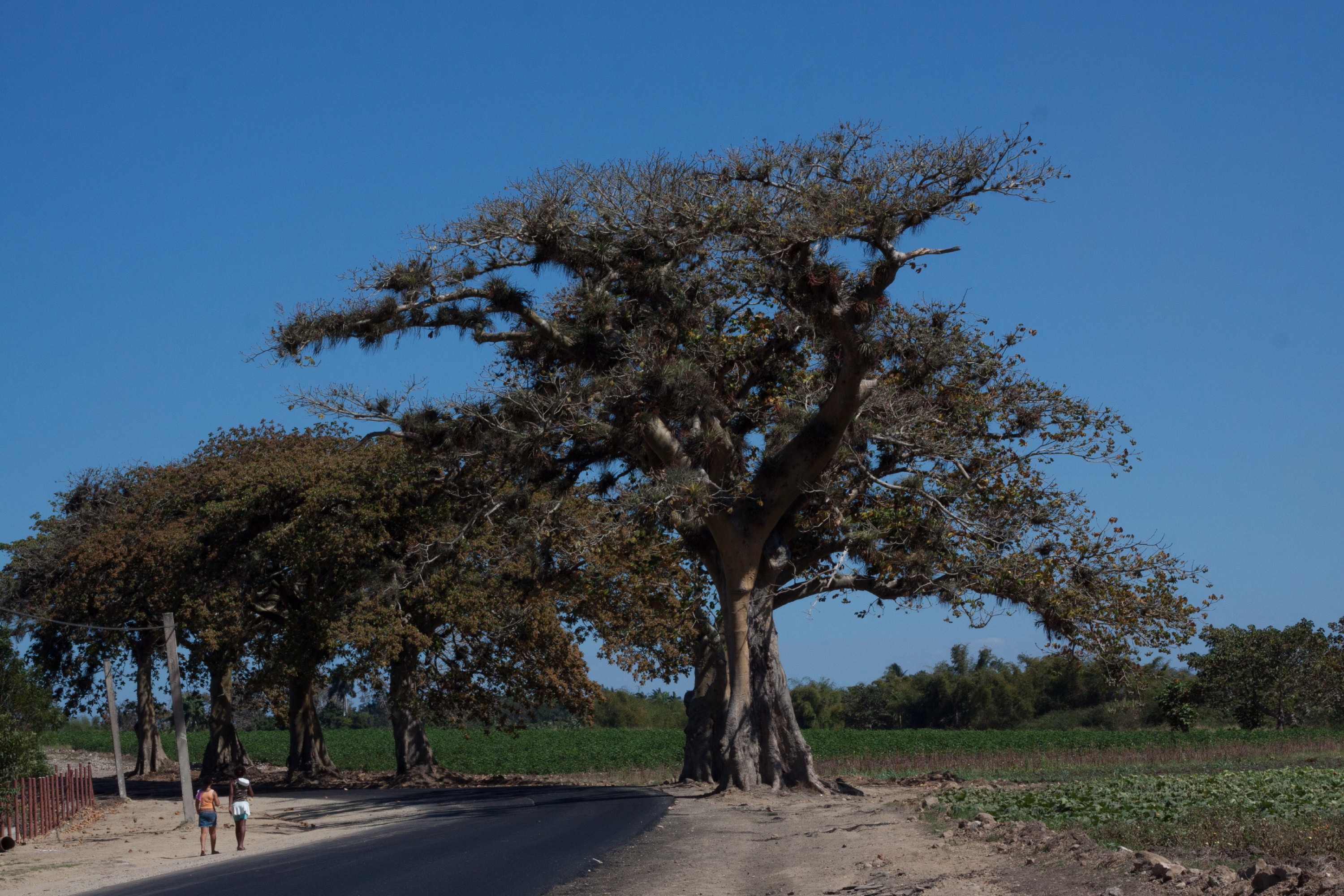
Arbres de Panama (Sterculia apetala) à Songo

### Divisions administratives
La municipalité inclut 16 consejos populares : 
- Maya Centro
- Maya Este
- Maya Oeste
- Alto_Songo
- La Prueba
- Los Reynaldo
- Jarahueca
- Matahambre
- Sabanilla
- El Manguito
- San Benito
- Jutinicú
- Salvador Rosales
- Ti Arriba
- Yerba de Guinea
- La Perla

## Population
En 2022, la population de la municipalité était estimée à 89 819 habitants ; pour une surface de 714,1 km2, la densité de population est de 125,8 habitants/km².

## Personnalités nées à Songo-La Maya
- Eliades Ochoa, chanteur, guitariste et compositeur, né en 1946